# Ryōichi Ikegami
Ryōichi Ikegami (池上遼一 Ikegami Ryōichi?) nacido el 29 de mayo de 1944 en Fukui Japón, es un mangaka japonés. Reconocido por crear el manga Crying Freeman y Mai the Psychic Girl. En España se ha publicado algunas de sus obras.

## Biografía
Después de graduarse de la escuela secundaria, se mudó a Osaka y dibujó manga mientras trabajaba como pintor de carteles, debutando a la edad de 17 años escribiendo cómics de alquiler. El dibujante Shigeru Mizuki vio uno de sus trabajos en la revista Monthly Garo y le pidió a Ikegami que se convirtiera en su asistente. Ikegami aceptó y se mudó a Tokio en 1966.
En 1970 junto con Stan Lee y Kazumasa Hirai, dibujó la versión japonesa del manga Spider-Man publicado por la editorial Gekkan Shounen Magazine. 
En 1977 se convirtió en profesor de la famosa escuela de Manga de Kazuo Koike Gekigason Juku. 
A mediados de los 80s, 1986. Ikegami dibuja el Manga Crying Freeman junto con el guionista Kazuo Koike. publicado en Big Comic Spirits, fue un éxito en España y editado bajo la editorial Planeta de Agostini.
En 1987 Ikegami junto con el Mangaka Kazuya Kudo como asistente y guion. Nace el manga Mai, the Psychic Girl bajo la editorial Shogakukan, también fue editado por Planeta de Agostini. España. 
En 1990 Ikegami y el escritor Sho Fumimura crean el manga Sanctuary, y en el año 1999 Heat.
En el año 2000, crea el manga Ryugetsusho, Ryugetsusho: Relatos misteriosos del fin del Shogunato, publicado en la revista Young Magazine Uppers, por Kodansha, consta de 4 tomos. En 2001, Ikegami ganó el premio Shōgakukan en la categoría general por su manga llamado Heat.
Ryochi Ikegami se convirtíó en profesor de la Universidad de arte de Osaka en el año 2005.
Desde joven admiró a Takao Saito y Yoshiharu Tsuge es un gran fan de los cómics americanos, particularmente Neal Adams y ha colaborado en el Manga y Anime Girls und Panzer

## Trabajos
- Spider-Man: The Manga - ilustrador (1970)
- OtokoGumi - ilustrador (1974)
- Otoko Oozora - ilustrador (1980)
- Wounded Man - ilustrador (1981)
- Kizuoibito - ilustrador (1982)
- Seiunji - autor / ilustrador (1983)
- Seikun Wolf - ilustrador (1984)
- Mai, the Psychic Girl - autor / ilustrador (1985)
- Crying Freeman - ilustrador (1986)
- Nobunaga - autor / ilustrador (1987)
- Sanctuary - ilustrador (1990)
- Offered - ilustrador (1990)
- Samurai Crusader - ilustrador (1991)
- Strain (manga) - ilustrador (1996)
- Heat - ilustrador (1999)
- Ryūgetsushō - autor / ilustrador (2000)
- Trillion Game - Ilustrador (w/ Riichiro Inagaki) (2021-Actualidad)